# 2006年國民保健署（相應條文）法令
《2006年國民保健署（相應條文）法令》（英語：National Health Service (Consequential Provisions) Act 2006；c 43）是英國國會的一項法令。

## 第3條 - 1999年威爾斯國民議會（職能移交令）
本條就《1999年威爾斯國民議會（職能移交令）》（National Assembly for Wales (Transfer of Functions Order) 1999；S.I. 1999/672）附表1的詮釋訂定條文。

## 附表1 - 相應修訂
第53段由《2007年地方政府及公眾參與衛生法令》附表18第18部 （页面存档备份，存于）廢除。
第54(d)段由《2010年審裁處職能移交令》（Transfer of Tribunal Functions Order 2010；S.I. 2010/22）附表4第1部 （页面存档备份，存于）廢除。
第63段由《2007年精神健康法令》附表11 （页面存档备份，存于）第3部廢除。
第99至101段由《2010年公司稅法令》附表3第1部 （页面存档备份，存于）廢除。
第157(c)段由《2010年審裁處職能移交令》（Transfer of Tribunal Functions Order 2010；S.I. 2010/22）附表4第1部 （页面存档备份，存于）廢除。
第202段由《2008年教育及技能法令》附表2 （页面存档备份，存于）廢除。
第206段由《2007年地方政府及公眾參與衛生法令》附表18第6部 （页面存档备份，存于）廢除。
第211(h)段由《2007年地方政府及公眾參與衛生法令》附表18第18部廢除。
第272至274段由《2010年審裁處職能移交令》（Transfer of Tribunal Functions Order 2010；S.I. 2010/22》附表4第1部 （页面存档备份，存于）廢除。

## 附表2 - 過渡性條文及保留條文
第16段由《2009年地方衛生局（指示職能）（威爾斯）規例》（Local Health Boards (Directed Functions) (Wales) Regulations 2009；S.I. 2009/1511 (W.147)）第7(a)條 （页面存档备份，存于）修訂。

## 外部連結
- The National Health Service (Consequential Provisions) Act 2006 （页面存档备份，存于）, as amended from the National Archives.
- The National Health Service (Consequential Provisions) Act 2006 （页面存档备份，存于）, as originally enacted from the National Archives.
- National Health Service (Consequential Provisions) Act 2006: Table of Destinations （页面存档备份，存于）. HMSO. 2007.